# 4991 Гансзюсс
4991 Гансзюсс (4991 Hansuess) — астероїд головного поясу, відкритий 1 березня 1981 року.
Тіссеранів параметр щодо Юпітера — 3,220.